# Igor Madár
Igor Madár (* 18. září 1964, Košice) je bývalý slovenský fotbalista, záložník a útočník.

## Fotbalová kariéra
V československé lize hrál za Tatran Prešov. V československé lize nastoupil ve 45 utkáních a dal 2 góly. V nižší soutěži hrál i za VTJ Tábor.

## Ligová bilance
| Ročník                                   | Zápasy | Góly | Klub          |
| ---------------------------------------- | ------ | ---- | ------------- |
| 1. československá fotbalová liga 1981/82 | 1      | 0    | Tatran Prešov |
| 1. československá fotbalová liga 1982/83 | 3      | 0    | Tatran Prešov |
| 1. československá fotbalová liga 1983/84 | 2      | 0    | Tatran Prešov |
| Česká národní fotbalová liga 1984/85     | 3      | 0    | VTJ Tábor     |
| Česká národní fotbalová liga 1985/86     | 11     | 0    | VTJ Tábor     |
| 1. československá fotbalová liga 1986/87 | 18     | 2    | Tatran Prešov |
| 1. československá fotbalová liga 1987/88 | 21     | 0    | Tatran Prešov |
| CELKEM 1. liga                           | 45     | 2    |               |